# Opernplatz

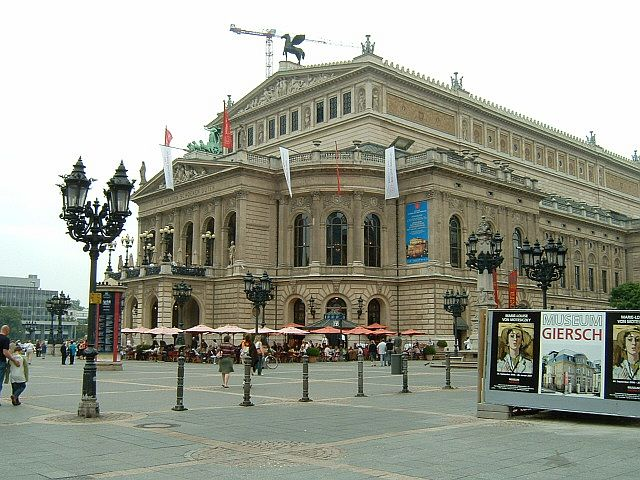
Espaço e Casa da Ópera

Opernplatz é uma ópera house em Frankfurt, Alemanha.